# Солопенко, Павел Фокович
Павел Фокович Солопенко (род. 17 декабря 1928) — передовик советской строительной отрасли, бригадир монтажников строительно-монтажного управления № 27 треста № 2, Воронежская область, Герой Социалистического Труда (1966).

## Биография
Родился 17 декабря 1928 года в селе Нижний Кисляй Лосевского района Центрально-Чернозёмной области, ныне Бутурлиновского района Воронежской области в русской семье. Мать умерла когда ему было восемь лет, а в 1940 году отец второй раз женился. В начале Великой Отечественной войны отец ушёл на фронт, а бремя кормильца легло на плечи ещё юного Павла. Его трудоустроили на колхозную водовозку, стал подвозить воду на лошадях до колхозных тракторов. В декабре 1942 года семья получила похоронку на отца. Павел оставил учёбу в школе и стал работать. Позже записался на обучение строительному делу в школу фабрично-заводского ученичества. В 1944 году окончил ФЗО №2 в городе Воронеже и начал работать в строительном тресте №2.
В 1950 году был призван в ряды Советской Армии. После демобилизации вернулся работать в строительный трест №2. С 1958 по 1968 годы трудился в должности бригадира монтажников строительно-монтажного управления №27 треста №2.
Указом Президиума Верховного Совета СССР от 11 августа 1966 года за выдающиеся успехи в выполнении заданий семилетнего плана по капитальному строительству Павлу Фоковичу Солопенко присвоено звание Героя Социалистического Труда с вручением ордена Ленина и золотой медали «Серп и Молот».
В 1968 году завершил обучение в строительно-монтажном техникуме. С 1968 по 1983 годы работал старшим инженером группы проектирования и организатором работ управления строительного треста №2. Руководил строительством цехов Воронежского авиационного завода для сборки легендарных самолётов - Ту-144 и Ил-96. в 1983 году вышел на заслуженный отдых. Делегат XIV-го съезда профсоюзов (1967). 
Проживает в городе Ворнеже.

## Награды
За трудовые успехи удостоен:
- золотая звезда «Серп и Молот» (11.08.1966)
- орден Ленина (11.08.1966)
- другие медали.